# Захожі
Захожі (рос. Захожи)  — присілок Бокситогорського району Ленінградської області Росії. Входить до складу Самойловського сільського поселення.
Населення —  12 осіб (2003 рік). 